# Karel Heynderickx
Karel Heynderickx (Sint-Niklaas, 27 januari 1875 - Doesburg, 4 oktober 1962) was een Belgisch gemeentelijk ambtenaar, Vlaams activist en lid van de Raad van Vlaanderen.

## Levensloop
Heynderickx volgde de humaniora aan het Klein Seminarie in Sint-Niklaas. Hij was er medeoprichter in 1893 van de Wase Studentenkring. Vanaf 1894 studeerde hij rechten aan de Katholieke Universiteit Leuven en promoveerde in 1899 tot doctor in de rechten. Hij was hoofdredacteur van Ons Leven, het tijdschrift van het KVHV. Hij werd bekend als de samensteller van het Studentenliederenboek (1898). Hij trouwde weldra en het echtpaar kreeg negen kinderen.
Heynderickx werd geen advocaat, maar werd in 1900 benoemd tot stadssecretaris van Sint-Niklaas. Hij liet onmiddellijk zijn Vlaamsgezindheid kennen, als voorzitter van de Katholieke Gilde en van de Vlaamse Kring. Hij werd ook algemeen secretaris van het Davidsfonds en samen met Emiel Vliebergh realiseerde hij een nieuwe bloei voor deze vereniging.
Tijdens de Eerste Wereldoorlog sloot hij zich, na enige aarzeling, aan bij het activisme. Samen met Leo Meert en Marten Rudelsheim ondertekende hij het Manifest voor de vernederlandsing van de Gentse universiteit en toen die een feit was, aanvaardde hij een benoeming als onbezoldigd hoogleraar administratief recht. In december 1917 aanvaardde hij het lidmaatschap van de Raad van Vlaanderen. Ondertussen was hij, naar aanleiding van de bestuurlijke scheiding (maart 1917) tot secretaris-generaal benoemd van het Vlaamse 'ministerie' van Binnenlandse Zaken. Met dezelfde attributies werd hij ook lid van de Commissie van gevolmachtigden.
In november 1918 vluchtte hij naar Nederland, terwijl hij door het Belgisch gerecht bij verstek zwaar werd veroordeeld. In 1922 werd hij in Den Haag handelsvertegenwoordiger voor een Duitse firma van fotomateriaal.
Meer en meer voorstander van Groot-Nederland geworden, werd hij voorzitter van de Haagse afdeling van de Stichting Noord-Nederland-Vlaanderen, opgericht door Karel Waternaux. Hij werd ook voorzitter van de Groot-Nederlandse Actie en lid van het Nationaal Front van Arnold Meijer. Als oud-activist kreeg hij tijdens de Tweede Wereldoorlog een schadevergoeding vanwege de Bormscommissie, wat na de oorlog tot moeilijkheden leidde met het Belgisch gerecht.
De laatste tien jaar van zijn leven bracht Heynderickx door in Doesburg, waar hij zich actief aan het schilderen zette. Hij werd in Sint-Niklaas begraven en liet het grootste deel van zijn archief na aan de Biblotheca Wasiana. Van 1957 zijn er enkele brieven bewaard gebleven die aantonen dat hij ook sympathie had voor de Vlaamse collaborateurs van tijdens de Tweede Wereldoorlog. Zo schreef hij naar zijn vriend Antoine Van Goethem dat hij elke dag bidden voor 'verwanten en vrienden, speciaal [voor hen] die wegen hun liefde voor Vlaanderen de weg der ballingschap moesten opgaan.' Deze uitspraak werd gedaan lang nadat de misdaden van de Vlaamse collaboratie bekendgemaakt werden.

## Publicaties
- Het Studentenliederenboek, 1899.
- Het Gulden Doek van Vlaanderen, in: De Nieuwe Gids, 1939.